# Стара Нерпа
Стара Не́рпа (рос. Старая Нерпа) — присілок у складі Упоровського району Тюменської області, Росія.
Населення — 47 осіб (2010, 75 у 2002).
Національний склад станом на 2002 рік:
- росіяни — 95 %